# Vladimirs Kamešs
Vladimirs Kamešs est un footballeur international letton né le 28 octobre 1988 à Liepāja.

## Carrière

### En sélection
Vladimirs Kamešs est convoqué par le sélectionneur national Aleksandrs Starkovs pour un match amical face à la Pologne le 22 mai 2012. Il entre en jeu à la place d'Ivans Lukjanovs à la 73e minute de jeu. 
Il inscrit son premier but avec l'équipe nationale lettonne le 16 octobre 2012 face au Liechtenstein lors d'un match de qualification de la Coupe du monde 2014 (victoire 2-0).
Il compte 10 sélections et 1 but avec l'équipe de Lettonie depuis 2012.

## Palmarès
- Avec le Liepājas Metalurgs :
  - Champion de Lettonie en 2005 et 2009.

## Statistiques détaillées

### En club
| Saison                | Club                  | Championnat           | Championnat | Championnat | Coupe(s) nationale(s) | Coupe(s) nationale(s) | Compétition(s) continentale(s) | Compétition(s) continentale(s) | Compétition(s) continentale(s) | Sélection | Sélection | Sélection | Total | Total |
| Saison                | Club                  | Division              | M.          | B.          | M.                    | B.                    | Comp.                          | M.                             | B.                             | Équipe    | M.        | B.        | M.    | B.    |
| 2005                  | Liepājas Metalurgs    | Virslīga              | 1           | 1           | -                     | -                     | -                              | -                              | -                              | -         | -         | -         | 1     | 1     |
| 2006                  | Liepājas Metalurgs    | Virslīga              | 0           | 0           | -                     | -                     | -                              | -                              | -                              | -         | -         | -         | 0     | 0     |
| 2007                  | Liepājas Metalurgs    | Virslīga              | 3           | 1           | -                     | -                     | -                              | -                              | -                              | -         | -         | -         | 3     | 1     |
| 2008                  | Liepājas Metalurgs    | Virslīga              | 12          | 0           | -                     | -                     | C3                             | 2                              | 0                              | -         | -         | -         | 14    | 0     |
| 2009                  | Liepājas Metalurgs    | Virslīga              | 12          | 2           | -                     | -                     | -                              | -                              | -                              | -         | -         | -         | 12    | 2     |
| 2010                  | Liepājas Metalurgs    | Virslīga              | 1           | 0           | -                     | -                     | -                              | -                              | -                              | -         | -         | -         | 1     | 0     |
| 2010                  | FB Gulbene            | 1. līga               | 11          | 10          | 1                     | 1                     | -                              | -                              | -                              | -         | -         | -         | 12    | 11    |
| 2011                  | Liepājas Metalurgs    | Virslīga              | 29          | 11          | 4                     | 0                     | C3                             | 2                              | 0                              | -         | -         | -         | 35    | 11    |
| 2012                  | Liepājas Metalurgs    | Virslīga              | 25          | 7           | 4                     | 2                     | C3                             | 4                              | 2                              | Lettonie  | 6         | 1         | 39    | 12    |
| Total sur la carrière | Total sur la carrière | Total sur la carrière | 94          | 32          | 9                     | 3                     | -                              | 8                              | 2                              | 0         | 6         | 1         | 117   | 38    |

### Buts internationaux
| Buts (1) en sélection de Vladimirs Kamešs au 20 octobre 2012 | Buts (1) en sélection de Vladimirs Kamešs au 20 octobre 2012 | Buts (1) en sélection de Vladimirs Kamešs au 20 octobre 2012 | Buts (1) en sélection de Vladimirs Kamešs au 20 octobre 2012 | Buts (1) en sélection de Vladimirs Kamešs au 20 octobre 2012 | Buts (1) en sélection de Vladimirs Kamešs au 20 octobre 2012 | Buts (1) en sélection de Vladimirs Kamešs au 20 octobre 2012 |
|                                                              | Date                                                         | Lieu                                                         | Adversaire                                                   | Score                                                        | Résultat                                                     | Compétition                                                  |
| ------------------------------------------------------------ | ------------------------------------------------------------ | ------------------------------------------------------------ | ------------------------------------------------------------ | ------------------------------------------------------------ | ------------------------------------------------------------ | ------------------------------------------------------------ |
| 1.                                                           | 16 octobre 2012                                              | Skonto stadions, Riga (Lettonie)                             | Liechtenstein                                                | 1 - 0                                                        | 2 - 0                                                        | Éliminatoires Coupe du monde 2014                            |